# María Pilar Díaz López
María Pilar Díaz López (Barcelona, 1966) es una política, trabajadora social y profesora universitaria española especialista en políticas de discapacidad. Desde el 30 de junio de 2018 Secretaria de Estado de Servicios Sociales del gobierno de España presidido por Pedro Sánchez.

## Trayectoria
Es diplomada en Trabajo Social por la Universidad de Barcelona, con estudios de Posgrado en Comunicación y Liderazgo Político en la Universidad Autónoma de Barcelona y máster en Discapacidad, Autonomía Personal y Atención a la Dependencia por la Universidad Internacional Menéndez Pelayo de Madrid.
Durante 14 años, ha sido la Presidenta de "Associació D'Amputats Sant Jordi" y desde 2016 hasta el mes de junio de 2018, presidió la Federación de entidades de personas con discapacidad física y orgánica "COCEMFE Barcelona - Federació Francesc Layret". También fue directora del Observatorio de la Discapacidad Física (ODF).
Además ha ejercido como profesora asociada de la Universidad de Barcelona, en la Unidad de Investigación y Formación (URF) de Trabajo Social, donde coordinó la asignatura de Discapacidad y Trabajo Social. Es coautora de diversas publicaciones y artículos relacionados con el impulso a las políticas de discapacidad, los derechos de las personas con discapacidad o la accesibilidad universal entre otros temas.
El día 30 de junio de 2018, fue nombrada por el Consejo de Ministros, Secretaria de Estado de Servicios Sociales.